# Мехмед бег джамия
Мехмед бег джамия или Мехмедбеговата джамия (на македонска литературна норма: Мехмед-бегова џамија) е мюсюлмански храм в град Берово, Северна Македония. Джамията е изградена в 1863 - 1864 година и неколкократно е обновявана. В 2013 година е изградено минаре.